# لويد ميلتون بريت
لويد ميلتون بريت (بالإنجليزية: Lloyd Milton Brett)‏ هو عسكري أمريكي، ولد في 22 فبراير 1856 في مين في الولايات المتحدة، وتوفي في 23 سبتمبر 1927 في واشنطن العاصمة في الولايات المتحدة.